# Cansu Aydınoğulları
Cansu Aydınoğulları (* 18. Februar 1992 in Istanbul) ist eine türkische Volleyball-Nationalspielerin. Die Zuspielerin war für viele Vereine in ihrer Heimat aktiv und stand 2020 mit Allianz MTV Stuttgart im deutschen Pokalfinale. In der Saison 2020/21 spielt sie für PTT Spor.

## Karriere
Aydınoğulları begann ihre Karriere bei Beşiktaş Istanbul. Sie spielte in der türkischen Juniorinnennationalmannschaft. Von Besiktas wechselte die Zuspielerin zu Galatasaray Istanbul. Später spielte sie für Fenerbahçe İstanbul, Bursa Büyükşehir Belediyespor, Seramiksan SK, Trabzon İdmanocağı und Çanakkale Belediyespor. 2018 nahm sie mit der türkischen Nationalmannschaft an der Weltmeisterschaft in Japan teil. 2019 wurde sie vom deutschen Bundesligisten Allianz MTV Stuttgart verpflichtet. Mit dem Verein erreichte sie das Finale im DVV-Pokal 2019/20, das Stuttgart gegen den Dresdner SC verlor. Als die Bundesliga-Saison kurz vor den Playoffs abgebrochen wurde, stand die Mannschaft auf dem zweiten Tabellenplatz. Anschließend wechselte Aydınoğulları zurück in die Türkei zu PTT Spor Ankara.